# NGC 561
NGC 561 est une galaxie spirale barrée située dans la constellation d'Andromède. NGC 561 a été découverte par l'astronome prussien Heinrich d'Arrest en 1862.

## Caractéristiques
Sa vitesse par rapport au fond diffus cosmologique est de 4 395 ± 20 km/s, ce qui correspond à une distance de Hubble de 64,8 ± 4,6 Mpc (∼211 millions d'al).
La classe de luminosité de NGC 561 est I et elle présente une large raie HI.

## Groupe de NGC 507
NGC 561 fait partie du groupe de NGC 507. Ce vaste groupe comprend au moins 42 galaxies dont 21 figurent au catalogue NGC et 5 au catalogue IC. Quatre membres de ce groupe sont aussi des galaxies de Markarian. La plus brillante de ces galaxies est NGC 507 et la plus grosse NGC 536. 